# Chasan (Rebsorte)
Chasan ist eine Weißweinsorte. Es handelt sich um eine Neuzüchtung zwischen den Sorten Listán (Palomino) x Chardonnay. Die Kreuzung erfolgte durch den französischen Ampelographen Paul Truel in der Domaine de Vassal, einer Außenstelle des Institut National de la Recherche en Agronomie der Universität von Montpellier. Der Name Chasan setzt sich aus Wortteilen seiner Eltern zusammen.
Die früh reifende Sorte (3–4 Tage nach dem Gutedel) ist seit 1981 mit Ausnahme des Elsass in ganz Frankreich zugelassen, wird aber nur noch in kleinem Umfang in der Region Languedoc-Roussillon im Département Aude angebaut, nach dem die Sorte in den 1980er Jahren mit einer bestockten Flächen von 1.054 Hektar durchaus erfolgreich war. Im Jahr 2007 wurde eine Rebfläche von 862 Hektar erhoben.
Die ertragsstarke Sorte erbringt leicht aromatische Weine mit mittlerem Alkoholgehalt. Dem Weißwein fehlt jedoch die notwendige Säure, um eine gewisse Eleganz zu entwickeln. Zudem neigt der Wein zu frühzeitiger Oxidation und sollte daher sehr früh nach dem Ausbau getrunken werden.
Zum gewerblichen Anbau ist in Frankreich der Klon 538 zugelassen.
Siehe auch den Artikel Weinbau in Frankreich sowie die Liste von Rebsorten.
Synonyme: 1527-78 E.M. (Kreuzung Nummer 1527, Pflanze 78 der Serie).
Abstammung : Listán x Chardonnay